# Geschäftsordnung des Bundesverfassungsgerichts
Die Geschäftsordnung des Bundesverfassungsgerichts (GOBVerfG, BVerfGGO) ist die aufgrund von § 1 Abs. 3 BVerfGG erlassene Geschäftsordnung des Bundesverfassungsgerichts. Sie wird im Bundesgesetzblatt veröffentlicht (§ 72 GOBVerfG).

## Geschichte
Die erste Geschäftsordnung des Bundesverfassungsgerichts stammt aus dem Jahr 1975. Nach der Einführung des § 1 Abs. 3 BVerfGG trat 1986 eine neue Geschäftsordnung in Kraft, welche 2015 durch die aktuell geltende Fassung ersetzt wurde. Am 28. Dezember 2024 trat eine von Bundestag und Bundesrat mit Zweidrittelmehrheit verabschiedete Reform des Bundesverfassungsgerichts in Kraft. Dabei wurde die Geschäftsordnungsautonomie des Bundesverfassungsgerichts (zusätzlich zu § 1 Abs. 3 BVerfGG) in Art. 93 Abs. 4 GG verankert.

## Inhalt
Die GOBVerfG ist in zwei Teile unterteilt: Teil A enthält Vorschriften zur Organisation und Verwaltung des Bundesverfassungsgerichts (§§ 1–19 GOBVerfG), Teil B enthält verfahrensergänzende Vorschriften (§§ 20-73 GOBVerfG). Letzterer ist nochmals unterteilt in 11 Titel: Sie enthalten verfahrensergänzende Vorschriften
- zum Verfahren im Allgemeinen (Titel 1),
- zum Verfahren im Vertretungsfalle gemäß § 15 Abs. 2 Satz 2, § 19 Abs. 4 BVerfGG (Titel 2),
- zum Verfahren in den Kammern gemäß § 81a und den §§ 93b bis 93d BVerfGG (Titel 3),
- zum Verfahren im Ausschuss gemäß § 14 Absatz 5 BVerfGG (Titel 4),
- zum Verfahren im Plenum gemäß § 16 BVerfGG (Titel 5),
- zum Verfahren im Plenum gemäß § 105 BVerfGG (Titel 6),
- zum Verfahren bei Abgabe eines Sondervotums gemäß § 30 Absatz 2 BVerfGG (Titel 7),
- zum Verfahren im Plenum gemäß § 7a BVerfGG (Titel 8),
- zum Verfahren in der Beschwerdekammer gemäß § 97c BVerfGG (Titel 9)
- über das Allgemeine Register (AR) des Bundesverfassungsgerichts (Titel 10) sowie
- Schlussvorschriften (Titel 11).